# Bo Hansen (politiker)
 Der er flere personer med dette navn, se Bo Hansen (flertydig).
Bo Hansen (født 25. maj 1975 i Bagenkop) er dansk kommunalpolitiker og borgmester i Svendborg Kommune, valgt for Socialdemokratiet. Han overtog posten som borgmester i kommunen i 2018 efter forgængeren Lars Erik Hornemann (V).

## Politisk Karriere
Bo Hansen er født og opvokset på Sydlangeland. Han blev uddannet folkeskolelærer ved Skårup Seminarium i 2003 og har en diplomuddannelse i Erhvervs-, Uddannelses- og Karrierevalg fra 2016. Bo Hansen har været medlem af byrådet i Svendborg siden 2010, hvor han ved kommunalvalget i 2009 fik 377 personlige stemmer. I 2013 blev han valgt som gruppeformand for Socialdemokratiet i Svendborg byråd, hvorved han blev partiets leder efter Curt Sørensen. Ved kommunalvalget i 2017 fik Bo Hansen 4178 personlige stemmer. Efter valget skabte han en konstituering bestående af Socialdemokratiet, Venstre, Konservative, De Radikale, SF og Alternativet. Bo Hansen blev dermed Svendborgs yngste borgmester nogensinde.